# Waldemar Mitscherlich
Waldemar Mitscherlich (* 22. März 1877 in Hannoversch Münden; † 31. Juli 1961 in Bad Godesberg) war ein deutscher Volkswirt. Er war ein Sohn des Chemikers und Unternehmers Alexander Mitscherlich. 

## Leben
Mitscherlich studierte von 1898 bis 1900 Naturwissenschaften an der Universität Göttingen, wo er 1898 Mitglied der Burschenschaft Hannovera wurde, aus der er 1935 jedoch austrat. Bis 1907 studierte er Philosophie, Geschichte und Nationalökonomie an der Universität Freiburg (Breisgau), der Universität Kiel und der Universität Berlin. In Berlin wurde er 1904 zum Dr. phil. promoviert und habilitierte sich 1908 an der Universität Kiel für Wirtschaftliche Staatswissenschaften. Im selben Jahr wurde er Professor für dieses Fach an der Königlichen Akademie zu Posen, 1915 wechselte er an die Universität Greifswald, 1917 an die Universität Breslau und 1928 an die Universität Göttingen. Nach einem Studentenboykott wegen seiner erklärten Gegnerschaft zum aufkommenden Nationalsozialismus wurde er beurlaubt und 1934 im Austausch gegen den ebenfalls als Gegner des Nationalsozialismus bekannten Gustav Aubin an die Universität Halle versetzt. Mitscherlich war Mitglied des NSV, des NSRB, des RLB und war förderndes Mitglied der SS. Im November 1933 unterzeichnete er das Bekenntnis der deutschen Professoren zu Adolf Hitler. Nach erneuten Zusammenstößen mit nationalsozialistischen Studenten wurde Mitscherlich 1941 an die Universität Leipzig versetzt und 1942 emeritiert. Anschließend wohnte Mitscherlich in verschiedenen westdeutschen Städten (Freiburg, Coburg, Marburg) und kehrte 1946 nach Halle zurück. Seine Wiederberufung als Professor an die dortige Universität scheiterte wegen seiner angeblich reaktionär-kapitalistischen Lehre am Einspruch der kommunistischen Hochschulverwaltung. Trotz dessen lehrte Mitscherlich bis 1947 vertretungsweise in Halle. 1949 siedelte er nach Westdeutschland über, wo er 1961 in Bad Godesberg starb.

## Werk
In seinem wissenschaftlichen Werk ging Mitscherlich der Frage nach politischen, ökonomischen und kulturellen Ursachen für die Entstehung von Nation und Nationalismus nach. Einen Weg zur Überwindung des Nationalismus sah er in einer gesamtwirtschaftlichen Entwicklung hin zu einem Gesamtstaat (Imperialstaat). Nach dem Ersten Weltkrieg setzte er in dieser Hinsicht auf den Völkerbund und auf große soziale Revolutionen.
Nach 1945 bemühte sich Mitscherlich verstärkt darum, die naturwissenschaftlich-erklärende mit der geisteswissenschaftlich-verstehenden Methode zu kombinieren, um damit die Funktion der Idee als gestaltende Kraft des Sozialen herauszuarbeiten.

## Werke (Auswahl)
- Der wirtschaftliche Fortschritt. Sein Verlauf und Wesen, Hirschfeld: Leipzig 1910
- Der Nationalismus Westeuropas, C. L. Hirschfeld: Leipzig 1920
- Eine Wirtschaftsstufentheorie. Skizze des ökonomischen Werdens der germanisch-romanischen Völker, Hirschfeld: Leipzig 1924
- Eine Wirtschaftsstufen-Theorie. Skizze des ökonomischen Werdens der germanisch-romanischen Völker, C. L. Hirschfeld: Leipzig 1924
- Moderne Arbeiterpolitik, Leipzig 1927
- Gebundene Wirtschaft oder Spätkapitalismus. Eine Auseinandersetzung mit Werner Sombarts Wirtschaftssystem des Kapitalismus, 2. Teil, Schmollers Jahrbuch für Gesetzgebung, Verwaltung und Volkswirtschaft 54. Jahrgang, Heft 19, Duncker & Humblot: München 1931
- Die Lehre von den beweglichen und starren Begriffen. Erläutert an der Wirtschaftswissenschaft, Kohlhammer: Stuttgart 1936
- Erkenntnis-Möglichkeit der Natur- und Geisteswissenschaften, Stuttgart 1937
- Die drei Stadien der Volkswirtschaft und ihre ideellen und sittlichen Grundlagen, Kohlhammer: Stuttgart 1943